# Liste der Monuments historiques in Courçon
Die Liste der Monuments historiques in Courçon führt die Monuments historiques in der französischen Gemeinde Courçon auf.

## Liste der Objekte
| Bezeichnung                                 | Beschreibung                                | Standort                               | Kennzeichnung | Schutzstatus | Datum | Bild |
| ------------------------------------------- | ------------------------------------------- | -------------------------------------- | ------------- | ------------ | ----- | ---- |
| Bank                                        | Holz, 19. Jahrhundert                       | in der Kirche Notre-Dame               | PM17002070    | Inscrit      | 2005  |      |
| Skulptur Christus am Kreuz                  | Holz, polychrom gefasst, 18. Jahrhundert    | in der Kirche Notre-Dame               | PM17002071    | Inscrit      | 2005  |      |
| Wandvertäfelung                             | Holz, 19. Jahrhundert                       | in der Kirche Notre-Dame               | PM17002073    | Inscrit      | 2005  |      |
| Monstranz                                   | Silber, vergoldet, 19. Jahrhundert          | in der Kirche Notre-Dame               | PM17001521    | Inscrit      | 1988  |      |
| Nische mit der Skulptur des Apostels Paulus | Holz, 18. Jahrhundert                       | in der Kirche Notre-Dame               | PM17001022    | Inscrit      | 1979  |      |
| Nördlicher Altar mit Retabel                | Holz, 18. Jahrhundert                       | in der Kirche Notre-Dame               | PM17001023    | Inscrit      | 1979  |      |
| Südlicher Altar mit Retabel                 | Holz, 18. Jahrhundert                       | in der Kirche Notre-Dame               | PM17000091    | Classé       | 1982  |      |
| Kanzel                                      | Holz, zweite Hälfte des 19. Jahrhunderts    | in der Kirche Notre-Dame               | PM17002072    | Inscrit      | 2005  |      |
| Antependium                                 | Holz, bemalt und vergoldet, 18. Jahrhundert | in der Kirche Notre-Dame               | PM17002076    | Inscrit      | 2005  |      |
| Gemälde Heiliger Nikolaus                   | 18. Jahrhundert                             | in der Kirche Notre-Dame               | PM17000669    | Classé       | 1982  |      |
| Retabel                                     | Holz, 18. Jahrhundert                       | in der Kirche Notre-Dame               | PM17000668    | Classé       | 1982  |      |
| Nische mit der Skulptur des Apostels Petrus | Holz, 18. Jahrhundert                       | in der Kirche Notre-Dame               | PM17001021    | Inscrit      | 1979  |      |
| Schrank                                     | Holz, 18. Jahrhundert                       | in der Sakristei der Kirche Notre-Dame | PM17002074    | Inscrit      | 2005  |      |
| Grabaltar an der Südseite                   | Stein, 18. Jahrhundert                      | in der Kirche Notre-Dame               | PM17000667    | Classé       | 1982  |      |
| Ölgemälde Heilige Familie                   | 16. Jahrhundert                             | in der Kirche Notre-Dame               | PM17000090    | Classé       | 1908  |      |
| Taufbecken                                  | Stein, 18. Jahrhundert                      | in der Kirche Notre-Dame               | PM17001024    | Inscrit      | 1979  |      |
| Beichtstuhl                                 | Holz, 18. Jahrhundert                       | in der Kirche Notre-Dame               | PM17001025    | Inscrit      | 1979  |      |
| Kelch und Patene                            | Silber, Mitte des 19. Jahrhunderts          | in der Kirche Notre-Dame               | PM17002075    | Inscrit      | 2005  |      |
| Fahne                                       | Stoff, Ende des 18. Jahrhunderts            | im Rathaus                             | PM17001797    | Inscrit      | 2013  |      |